# Carlos Bossio
Carlos Gustavo Bossio (Córdoba, 1 december 1973) is een voormalig voetballer uit Argentinië. Hij speelde als doelman en beëindigde zijn loopbaan in 2013 bij de Argentijnse club CA Tiro Federal Argentino. Hij speelde onder meer clubvoetbal in Portugal en Mexico.

## Interlandcarrière
Bossio, bijgenaamd El Chiquito, speelde elf officiële interlands voor zijn vaderland Argentinië in de periode 1994–1996. Onder leiding van bondscoach Daniel Passarella behaalde hij in 1996 met Argentinië de zilveren medaille op de Olympische Spelen in Atlanta.